# NGC 418
NGC 418 je galaksija u zviježđu Kipar.

## Vanjske poveznice
- SEDS: NGC 418